# Marvin Stamm
Marvin Louis Stamm (Memphis, 23 maggio 1939) è un trombettista statunitense di musica jazz.
Strumentista flessibile di notevoli doti, grazie a queste caratteristiche è stato per gran parte della carriera un assai richiesto musicista di studio.

## Biografia
Marvin Stamm crebbe in una famiglia che gli trasmise la passione per la musica. Nei fine settimana il padre e la madre andavano a mangiare con i figli in locali dove si esibivano formazioni che facevano musica da ballo. Al suo sviluppo musicale contribuirono le zie che, cosa che accadeva spesso nelle famiglie allargate di quel periodo, suonavano il pianoforte, ma l'avvicinamento al jazz e la crescita strumentale ebbero luogo attraverso la raccolta discografica del fratello Gordon: mentre seguiva le lezioni di tromba ricevute a scuola dal 1951 al 1957, il giovane Marvin ascoltò con attenzione i dischi di Gordon imparando a seguire i motivi e a improvvisare con lo strumento, e a sedici anni cominciò a suonare in formazioni jazz locali. Acquisì il perfezionamento in tromba seguendo un corso di quattro anni presso la University of North Texas, e il giorno successivo al conseguimento del diploma fu arruolato nella Mellophonium Orchestra di Stan Kenton, formazione con cui restò fino al 1963.
Nei successivi due anni suonò con la Swingin' Herd di Woody Herman, e poi nel 1966 si trasferì a New York dove si aggregò alla Thad Jones/Mel Lewis Orchestra, rimanendovi fino al 1972 e divenendo uno dei giovani talenti emergenti fra i trombettisti delle big band. Nello stesso periodo collaborò anche con La Big Band di Duke Pearson e in seguito fece parte della formazione di Frank Sinatra e poi del sestetto di Benny Goodman, incidendo inoltre con Bill Evans, Oliver Nelson, Quincy Jones, Wes Montgomery, Stanley Turrentine, Freddie Hubbard, Paul Desmond, George Benson e tanti altri artisti jazz. Anche a causa degli impegni familiari che non gli consentivano molti margini di movimento, Stamm divenne principalmente un musicista di studio, di cui si enumerano una media di 500 sessioni in sala di incisione all'anno. Col tempo e col cambio dei gusti, il trombettista negli anni ottanta si trovò a supportare in studio musicisti di rhythm & blues come James Brown o cantanti pop quali John Denver e Carly Simon. Ritornò alle origini jazz nel decennio successivo e recentemente ha dedicato molto spazio ai tour. Si esibisce come solista, o col suo quartetto, in duo assieme al pianista Bill Mays, in trio con Mays e la violoncellista Alice Horn oppure con orchestre sinfoniche o con la Westchester Jazz Orchestra, e ha realizzato negli anni 2000 diverse produzioni musicali.

## Discografia
- 1968 – Machinations
- 1969 – Jazz for a Sunday Afternoon
- 1983 – Stampede
- 1991 – Bop Boy
- 1993 – Mystery Man
- 2000 – By Ourselves
- 2000 – The Stamm Soph Project
- 2002 – Elegance
- 2005 – The Live at Birdland NYC
- 2007 – Alone Together[1]